# Dansk Amerikansk Fodbold Forbund
 Der er for få eller ingen kildehenvisninger i denne artikel, hvilket er et problem. Du kan hjælpe ved at angive troværdige kilder til de påstande, som fremføres i artiklen.

Dansk Amerikansk Fodbold Forbund (forkortet DAFF) er en interesseorganisation for amerikansk fodbold, flag football og cheerleading i Danmark. DAFF er et specialforbund under Danmarks Idræts-Forbund (DIF). 
På internationalt plan er DAFF tilknyttet det europæiske forbund IFAF, der blandt arrangerer de europæiske klubturneringer, Europamesterskaber og verdensmesterskaberne.
DAFF, som blev oprettet i 1989, har hovedsæde i Idrættens Hus i Brøndby og ledes til dagligt af et sekretariat bestående af fem medarbejdere. Beslutningstagerne i DAFF er hovedbestyrelsen, en gruppe på 8 medlemmer der vælges på det årlige Årsmøde. På grund af sin størrelse har DAFF ikke nogen lokalstruktur, som man kender det fra bl.a. DBU og Dansk Håndbold.
DAFF har ansvaret for afholdelse alle turneringer, herunder finalen Mermaid Bowl, både for herrer og ungdomsspillere og landsholdene, ligesom at forbundet tilbyder kurser for trænere og dommere.
Man har siden 2000 oplevet en stor fremgang i medlemstallet, blandt amerikanske fodbold tilhængere, kaldes "zulu effekten". Siden tv stationen TV2 Zulu begyndte at vise kampe fra NFL søndag aften er medlemstallet eksploderet[kilde mangler], heraf navnet.
I 2010 havde DAFF 69 registrerede medlemsforeninger og 3.217 udøvere, mens tallet i 2015 var på 66 foreninger og 4.015 udøvere. 

## Turnering
Seniorturneringen er delt op i 4 rækker. De 8 bedste hold udgør Nationalligaen. Dernæst kommer Kvalifikations Ligaen (KL) og 2. division. Danmarksserien er den eneste seniorrække der spiller 9-mands. 2. division og Danmarksserien er delt op i to konferencer Vest og Øst.

### National Ligaen (NL) 2017
- Amager Demons
- Copenhagen Tomahawks
- Copenhagen Towers
- Herlev Rebels
- Søllerød Gold Diggers
- Triangle Razorbacks
- AaB 89ers
- Aarhus Tigers

### Kvalifikations Ligaen (KL) 2017
- Esbjerg Hurricanes
- Frederikssund Oaks
- Roskilde Kings
- Odense Thrashers
- Holstebro Dragons
- Horsens Stallions

### 2. division 2017
Vest
- Middelfart Stingers
- Avedøre Monarchs
- Randers Thunder
- Hawks AFC Herning

Øst
- Kronborg Knights
- Køge Marines
- Holbæk Red Devils
- AFC Ørestadens Spartans

### Danmarksserien
Vest
- Odense Swans
- Skjern Trojans
- Triangle Razorbacks II
- Midwest Musketeers
- AaB 89ers II
- Sønderborg Sergeants
- Thisted Brewers
- Aarhus Tigers II
- Kolding Guardians

Øst
- Frederikssund Oaks
- Næstved Vikings
- Herlev Rebels II
- USG Cougars
- Slagelse Wolfpack
- Copenhagen Towers II